# Popillia migliaccioi
Popillia migliaccioi är en skalbaggsart som beskrevs av Guido Sabatinelli 1996. Popillia migliaccioi ingår i släktet Popillia och familjen Rutelidae. Inga underarter finns listade i Catalogue of Life.